# Drábovna
Drábovna werden die Reste einer kleinen Felsenburg bei Malá Skála (Kleinskal) im Český ráj (Böhmisches Paradies) in Tschechien genannt. Erhalten sind einige ausgehauene Räume und die Balkenauflager der einstigen hölzernen Aufbauten.
Über die Geschichte der Burg ist so gut wie nichts bekannt, erbaut wurde sie wahrscheinlich zum Schutz des Handelsweges entlang der Iser. Heute ist die Drábovna vor allem ein Wanderziel inmitten eines größeren Felslabyrinthes bei Malá Skála.